# Hotelroute
Eine Hotelroute ist eine Form von Beschilderung, die ortsunkundige Anreisende zu den nächstgelegenen Übernachtungsgelegenheiten führen soll. In der Regel beteiligen sich alle Hotels, Gasthöfe und Pensionen eines Ortes an der gemeinsamen Marketingmaßnahme „Hotelroute“.
Üblicherweise befinden sich solche Hotelrouten in Innenstädten oder an Stadträndern.